# Caspar Memering
Caspar Memering (Bockhorst, 1 de junho de 1953) é um ex-futebolista profissional alemão que atuava como meia.

## Carreira
Caspar Memering fez parte do elenco da Seleção Alemã de Futebol, da Euro de 1980.

## Títulos
- Euro 1980